# Střekovské víno

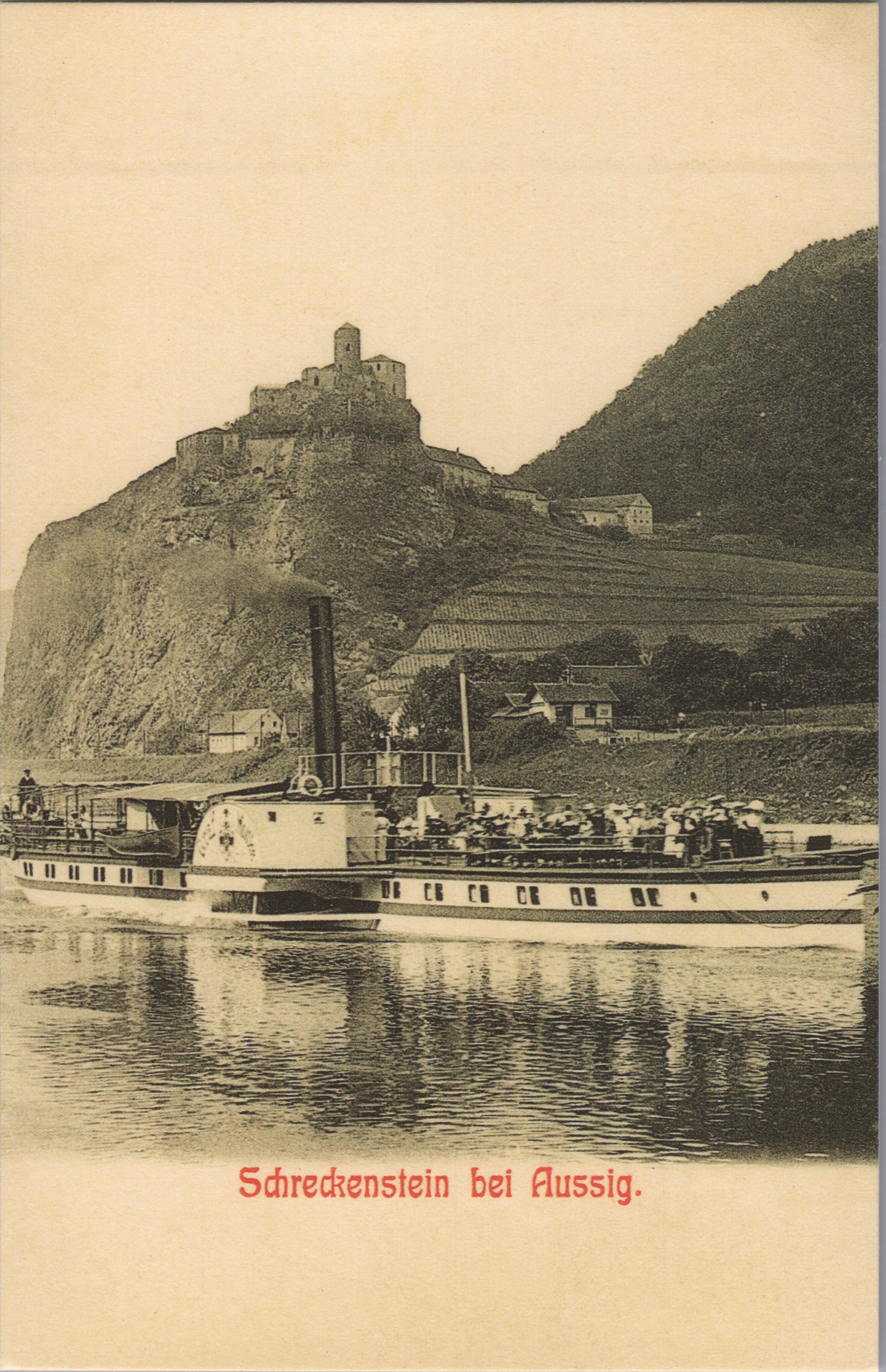
Historická pohlednice s hradem Střekov

Střekovské víno (německy Schreckensteiner, střekovské) bylo víno, které se vyrábělo z hroznů z místní vinice v 19. století na hradě Střekov (v těsné blízkosti Ústí nad Labem).
První zmínka o vinicích na Střekově pochází z roku 1532. V 19. století bylo střekovské víno podáváno pouze ve střekovském hradním hostinci a nedodávalo se na trh, přesto byl jeho kulturní význam poměrně velký.

## Kulturní význam
Hospůdku na Střekově, kde se mj. podávalo červené střekovské víno, zmiňuje ve svém průvodci České hrady, zámky a tvrze již ve 40. letech 19. století Franz Alexander Heber. Střekovské víno zmiňuje ve svém průvodci Ottovy Čechy, díl VII.: Středohoří i František Adolf Borovský, který zde píše:
| „ | Vyhlídka z nejvyššího tohoto bodu hradského není sic obsáhlá, ana téměř jen Labská kotlina odtud se přehlédne, však velice příjemná, a zvláště pohled na řeku s loďmi a vory oživenou velmi je poutavý. Ve vinicích, na nižších částech svahů horských, roste výborné víno Střekovské, jež však ani do obchodu nepřichází. | “ |

Střekovské víno ve své básni Der Schreckensteiner 1886 oslavuje Karl Eichler, ředitel Učitelského ústavu v Ústí nad Labem. Střekovské víno ve své básni Schreckensteiner Wein oslavuje i Josef Bergman, děkan kostela sv. Bartoloměje v Chebu.
V němčině se jako Schreckensteiner označuje dodatečná hromádka mincí při hraní německého taroku o peníze. Je možné, že tento název je odvozen právě od střekovského vína.